# عبد الفتاح أبو سرور
عبد الفتاح أبو سرور (12 أغسطس 1963 -) ممثل مسرحي فلسطيني.

## عن حياته
عبد الفتاح أبو سرور، فنان مسرحي فلسطيني ولد في فلسطين في الثاني عشر من أغسطس عام 1963 بدأ حياته الفنية بالمسرح في جامعة باريس عام 1988، اسس جمعية الرواد للثقافة والمسرح في العام 1998 ووضع اللبنة الاساسية لأول فريق مسرحي لها، وانتخب رئيسا لرابطة المسرحيين الفلسطينيين عام 2009، له العديد من المؤلفات الأدبية والمسرحية وشارك بالتمثيل في عدة مسرحيات كان اخرها مسرحية «حقائق» للكاتب المسرحي الكندي ارثر ميلنر.

## حياته الأكاديمية
- حصل على شهادة دكتوراة هندسة بيولوجية طبية، جامعة باريس 13-Paris Nord University – باريس، فرنسا، 1988-1993
- أنهى ماجستير هندسة بيولوجية طبية، جامعة باريس 13-Paris Nord University – باريس، فرنسا، 1987-1988
- أنهى تدريب مسرحي في جامعة باريس 13، واصبح عضو مؤسس في جمعية مسرح باريس نورد، 1987-1994
- حصل على دبلوم لغة فرنسية من الجامعة الكاثوليكية في الغرب، انجيه، فرنسا (Angers)، 1985-1986
- انهى بكالوريوس في العلوم، تخصص رئيسي: علوم حياتية، تخصص فرعي: كيمياء من جامعة بيت لحم، بيت لحم-فلسطين، 1981-1985
- شارك في دورات في فن الرسم والنحت الأتحاد النسائي العربي في بيت لحم، ومركز بيلي في القدس الشرقية (انظر التفاصيل في النواحي الفنية)، 1978-1981
- أنهى شهادة الثانوية العامة من مدرسة اسكندر الخوري – بيت جالا- فلسطين، 1981

## حياته المهنية
- تدريب في علم الاثار في منطقة Foulon- Abilly و Grand-Pressigny في فرنسا	1993
- مدير مختبر الفحوصات البيولوجية في شركة بيت جالا للصناعات الدوائية – بيت جالا-فلسطين	1994-2005
- أستاذ مساعد في كلية العلوم التربوية التابعة لوكالة الغوث-الاونروا، رام الله-فلسطين	1994- 1997
- 9-22 نيسان، تدريب في الميكروبيولوجيا الصيدلانية
- 11-26 تموز- تدريب في بيوتكنولوجيا النباتات وزراعة الانسجة النباتية في مركز اليونسكو في جامعة بيت لحم.	1995
- أستاذ مساعد بوقت جزئي في جامعة بيت لحم
- عضو في الجمعية العالمية لزراعة انسجة النباتات	1995-2003
- 21-29 حزيران، تدريب على التشريعات الصيدلانية والتفتيش	1997
- تدريب على الطرق الحديثة للتصنيع الجيد	1999
- آذار- تدريب متقدم في طرق التصنيع الجيد
- نيسان – تدريب على طرق مكافحة الآفات والتطهير في الصناعات الغذائية، وكذلك على طرق التصنيع الجيد حسب FDA Guidelines	2000
- تدريب على ISO 9001:2000	2001
- تدريب على التدقيق الداخلي	2002
- تدريب على الأسعاف الأولي، مكافحة الحريق والأستجابة للطواريء
- تدريب على ISO 14001:1996 الخاص بالبيئة، وتعيين كقائم بوظيفة ضابط السلامة في الشركة	2003
- العمل على تأهيل الشركة في ايزو 14001:1996 لجودة البيئة
- مدرب للسلامة والإسعاف الأولي والاستجابة للطواريء	2004-2005
- مدير عام جمعية مركز الرواد للثقافة والتدريب المسرحي	منذ 2005
- أستاذ مساعد بدوام جزئي – كلية التربية – جامعة بيت لحم	منذ 2010

## حياته الفنية والتجربة المسرحية
- تدريب على المسرح والتعبير الجسدي في جامعة باريس 13، بإشراف المدرب جاك غارسي	1988-1989
- تدريب في المسرح الكلاسيكي في جامعة باريس 13، أعمال جون راسين، تحت اشراف بيرنارد بيغو
- تمثيل الدور الرئيسي في مسرحية نهدي تيريزياس للكاتب غيوم أبولينير في المدينة الجامعية الدولية في باريس 1989-1990
- تمثيل عدة ادوار في مسرحية من فضلكم، للكاتبين اندريه بريتون وفيليب سوبولت في المدينة الجامعية الدولية – باريس.
- تمثيل دور الدوق اورسينو في مسرحية الليلة الثانية عشرة لشكسبير، إخراج برنارد بيغو – مسرح باريس الشمال 1990-1991
- مسرحية مرحبا، هذا نحن، ممثل وكاتب مشارك، عدة عروض في باريس والضواحي 1991-1994
- مسرحية الممثلون ذوو النوايا الحسنة، للكاتب ماريفو مع مسرح باريس الشمال. ممثل.
- تدريس مسرح لطلاب كلية الطب في جامعة بوبيني – باريس 1993-1994
- تمثيل واعداد دور «جحا» في مسلسل رمضاني لراديو مونت كارلو – فرنسا، من إخراج أحمد داري	1994
- تأليف واخراج مسرحية اليتيمة وبقرة النبي، مأخوذة عن حكاية شعبية. ممثل دور الراوي- جامعة بيت لحم.
- تأليف واخراج مسرحية خيمة لمركز ابداع – مخيم الدهيشة.
- مولف مشارك وممثل في العرض الموسيقي – البقاء احياء- مسرح جامعة بيت لحم 1995
- تأليف واخراج مسرحية قصيرة – في انتظار المطر- مدرسة اناث عايدة الأساسية 1997
- ممثل، مترجم ومساعد مخرج في مسرحية – عندما يبكي المسنون- مسرح جامعة بيت لحم 1998
- مؤسس ومدير عام مركز الرواد للثقافة والتدريب المسرحي في مخيم عايدة	منذ 1998
- تدريب على الكتابة والاخراج المسرحي مع الكاتب ستيفن جيفريز والمخرجية فيلدا لويد بإشراف مسرح الرويال كورت في لندن 5-14 شباط.
- ورشة تدريب في الكتابة للأطفال والاخراج المسرحي في زغرب – كرواتيا، بإشراف المخرجة ليزبيث كولتوف والكاتبة بولين مول، مع مؤسسة يوم المسرح 8-16 حزيران
- ورشة تدريب إخراج مسرحي في مسرح القصبة - القدس، بإشراف المخرج الإسباني ايميليو هيرنانديز 18-23 ايلول.
- منحة من المركز الثقافي البريطاني الكتابة مسرحية في مسرح الرويال كورت في لندن لمدة شهر... العمل على مسرحية – في انتظار الوليد* نيسان 1999-
- اعداد مسرحي لمسرحية الأطفال كل الحق على الذيب- كلية التربية – جامعة بيت لحم عام 2000
- ورشة تدريب على تصنيع افلام الكرتون مع مؤسسة يوم المسرح في غزة	تموز
- تأليف واخراج مسرحية احنا ولاد المخيم وجولة في السويد والدنمارك		آب
- ورشة تدريب على تصنيع افلام الكرتون مع مؤسسة يوم المسرح في القدس	كانون أول، 16, 17
- عرض احنا ولاد المخيم في ساحة المهد ضمن فعاليات بيت لحم 2000.	23 كانون أول
- عرض احنا ولاد المخيم في الاتحاد النسائي العربي – بيت لحم	أيار 2001
- تأليف واخراج وعرض مسرحية المحاكمة في ذكرى مذابح صبرا وشاتيلا في الاتحاد النسائي العربي – بيت لحم	ايلول 2001
- جولة عروض لمسرحية احنا ولاد المخيم في مصر – عرض في مسرح الهناجر ودار الاوبرا، ومسرح الفلكي في الجامعة الأمريكية في القاهرة.	أيار 2003
- جولة عروض مسرحية في 23 مدينة فرنسية لمسرحية احنا ولاد المخيم	حزيران-تموز 2003
- كاتب مشارك مع الكاتبتين الامريكيتين ناعومي ولاس وليزا شليسنجر في مسرحية 21 وضعية. قراءات في مسرح الجاثري في ولابة منيوسوتا – الولايات المتحدة الأمريكية 2005
- ممثل في فيلم قصير - الآمتحان – إنتاج مركز الرواد
- كاتب وقاريء نص في فيلم النكبة من إنتاج مركز الرواد.
- جولة عروض مسرحية في 5 ولايات أمريكية لمسرحية احنا ولاد المخيم	حزيران-تموز 2005
- تأليف واخراج مسرحية الأطفال دير بالك على اسنانك وجولة عروض في المدارس وكلية طب الاسنان في جامعة القدس	نيسان 2006
- مشاركة في المهرجان الدولي لمسرح الطفل في فالانسيين – فرنسا.	أيار- حزيران 2006
- جولة عروض مسرحية في 25 مدينة فرنسية و5 مدن بلجيكية ومشاركات في مهرجان افينيون وبريانسون.	حزيران- آب 2006
- قراءة مسرحية 21 وضعية في مسرح كتشن دوغ في دالاس – تكساس- أمريكا	كانون ثاني 2007
- عرض مسرحية 21 وضعية في مسرح فوردهام–مركز لينكولن- نيويورك	2008
- اعداد واخراج وعروض مسرحية كل الحق على الذيب في فرنسا وبلجيكا
- ممثل في فيلم أمريكا، للمخرجة الفلسطينية شيرين دعيبس.	2009
- تأليف واخراج مسرحية حنظلة – عرضت في حزيران في بيت لحم
- جولة عروض مسرحية في مهرجان مسرح الأطفال في لينز-النمسا، عاصمة الثقافة الأوروبية 2009.
- جولة في الولايات المتحدة الأمريكية، لمسرحية كل الحق على الذيب، وجولة لمسرحية احنا ولاد المخيم في مسرح الشباب في فيينا- النمسا.
- ممثل ومراجع نص في مسلسل الفريق، إخراج نبيل الشوملي، وإنتاج شبكة معا.
- دراماتورج لفيلم نقطة تحول، للمخرج رفعت عادي
- إنتاج واخراج «مونولوجات غزة» – بالتعاون مع مسرح عشتار	2010
- تأليف واعادة إخراج مسرحية حنظلة – جولة عروض في فرنسا ولوكسمبرغ، وفي الضفة الغربية	2010
- تدريب وتدريب مدربين في استخدام المسرح للتوعية البيئية بتعاون بين مسرح الرواد، مجموعة الدراما بجامعة بيت لحم وجمعية عباد الشمس. 2011-2013
- إنتاج مسرحية «حقائق» للكاتب الكندي آرثر ميلنر بالتعاون مع مسرح اوتاوا الجديد-كندا، وتمثيل شخصية رئيسية «المحقق خالد ياسين» جولة خلال العام 2012-2013 في فلسطين	2012
- ترجمة وتمثيل في مسرحية «أخوة اعداء – خط ابيض فاصل» للكاتبة والمخرجة الفرنسية كلير اودوي.
- ترجمة واعداد مسرحي للقصة الفرنسية «صمت البحر» لفيركور.	2013-2014

## مشاركاته الفنية ومعارض الفنون التشكيلية
- تدرب على النحت والرسم في مركز بيلي – القدس، والاتحاد النسائي-بيت لحم	1981-1983
- شارك في معارض جماعية مع اتحاد الفنانين التشكيليين في فلسطين	1982
- شارك معارض جماعية مع اتحاد الفنانين التشكيليين في فلسطين 	1983-1984
- قام بتصميم غلاف كتابين	1984
- شارك في معرض فني في الجامعة الكاثوليكية – مدينة انجيه- فرنسا	1986
- شارك في معارض فنية فردية وجماعية في فرنسا، وألمانيا (جاليري برنانوس- باريس، بلدية نانت، مركز جون مونيه – بارس 14، فرانكفورت) 1988-1992
- شارك في معرض جماعي فني – وزارة الثقافة – رام الله	1995، 1997
- شارك في معرض جماعي فني – جمعية ناجي العلي للفنون التشكيلية – مركز بلدنا – رام الله، مركز مسيدونيا	2000، 2005، 2008

## التطوعات والمبادرات
- عضو هيئة ادارية في مركز شباب عايدة الاجتماعي	1983-1985
- منشط في المخيم الصيفي للأطفال – مركز شباب عايدة الاجتماعي	1984، 1985
- تأليف مسرحية «خيمة» – مركز ابداع في مخيم الدهيشة	1994
- تدريب مسرح في جامعة بيت لحم – مع دائرة اللغة الإنجليزية. اعداد واخراج مسرحية «اليتيمة وبقرة النبي»	1996-1998
- تدريب مسرح واعداد واخراج مسرحية «في انتظار المطر» في مدرسة بنات عايدة الاساسية-وكالة الغوث	1996-1998
- عضو هيئة ادارية في مركز شباب عايدة	1997- 1999
- عضو في اللجنة الشعبية في مخيم عايدة	1997-2001
- تأسيس جمعية مركز الرواد للثقافة والمسرح – رئيس الهيئة الادارية 	1998-2009
- متطوع في مركز بديل	1999
- عضو هيئة ادارية في مركز بديل 	2004-2006
- إنشاء صندوق الطالب الجامعي	2002-2003
- عضو هيئة تحكيم في مسابقة الكتابة المسرحية – وزارة الثقافة	2004
- رئيس الهيئة الادارية – مركز بديل	2006- 2008
- عضو هيئة ادارية في مؤسسة أيام المسرح	2005 - حتى الآن
- رئيس رابطة المسرحيين الفلسطينيين	2009-2011-2013
- مستشار لوضع الخطة الاستراتيجية الوطنية للثقافة – وزارة الثقافة	2010 - 2012
- ممثل محافظة بيت لحم للمكتب الاستراتيجي للثقافة – وزارة الثقافة
- مستشار لمدرسة الدراما الصيفية في المسرح الوطني الفلسطيني – القدس	2011
- عضو هيئة ادارية في جمعية الثقافة الفرنسية – بيت لحم	2011-2013

## جوائز ومشاركات مجتمعية
- انتخب «المتطوع المميز» من قبل مؤسسة شارك و UNDP	2004
- حصل على الجائزة الأولى عن مسرحية «بعيدا عن القرية القريبة» في مهرجان «لنذكر دير ياسين» في لندن – المملكة المتحدة	2005
- انتخب أول زميل لأشوكا في فلسطين كمبدع اجتماعي	2006
- تدريب اعلامي مع مؤسسة اشوكا في القاهرة – مصر	2009
- انتخب زميل لمؤسسة سينرجوس كمجدد اجتماعي.	2001
- أخرج العديد من الافلام للرواد	2005- 2013

## وصلات خارجية
- موقع جمعية الرواد للثقافة والمسرح

http://www.palone.net/pnm/news.php?action=view&id=25920
http://www.badil.org/en/haq-alawda/item/315-article4
http://www.maannews.net/arb/ViewDetails.aspx?ID=635908
http://www.fateh-gaza.com/ar/?action=detail&id=15837